# Parti national du Suriname
Le Parti national du Suriname (en néerlandais : Nationale Partij Suriname ou NPS) est un parti politique social-démocrate du Suriname fondé en 1946. Il est pendant longtemps le plus grand parti au pouvoir dans le pays, il cumule par ailleurs quarante années au pouvoir. Sur les seize élections législatives surinamaises où a participé le parti ou une coalition dont il était l'un des principaux constituants, celui-ci a terminé vainqueur onze fois. Le parti est davantage populaire chez les Afro-Surinamiens et les personnes métisses. Il est dirigé depuis juin 2012 par Gregory Rusland.
Ronald Venetiaan devient chef du parti en 1993. Depuis lors, le NPS connaît un déclin aux élections subséquentes. En juin 2012, Venetiaan démissionne de son poste, ce qui permet à Gregory Rusland d'être élu chef du parti à la suite d'élections internes,.   Sous la direction de Rusland, le parti se rapproche légèrement du centre politique et voit son idéologie emprunter des éléments de la Troisième voie.

## Résultats électoraux
Lors des élections législatives de 2005, le parti, au sein de la coalition Nouveau Front, remporte 41,2 % des suffrages exprimés et 23 des 51 sièges à l'Assemblée nationale.
Lors des élections de 2020, le parti remporte trois des 51 sièges.
| Élection | Sièges obtenus | % des sièges | Voix   | Variation | Gouvernement |
| -------- | -------------- | ------------ | ------ | --------- | ------------ |
| 1949     | 13 / 21        | 61,9         |        | 12        | Coalition    |
| 1951     | 13 / 21        | 61,9         |        |           | Coalition    |
| 1955     | 3 / 21         | 9,5          |        | 11        | Opposition   |
| 1958     | 9 / 21         | 42,9         |        | 7         | Coalition    |
| 1963     | 14 / 36        | 38,9         |        | 5         | Coalition    |
| 1967     | 18 / 39        | 43,6         | 61 085 | 3         | Coalition    |
| 1969     | 11 / 39        | 28,2         | 55 482 | 6         | Opposition   |
| 1973     | 13 / 39        | 33.3         |        | 2         | Coalition    |
| 1977     | 15 / 39        | 38,5         |        | 2         | Coalition    |
| 1987     | 15 / 51        | 29,4         |        |           | Coalition    |
| 1991     | 12 / 51        | 23,5         |        | 2         | Coalition    |
| 1996     | 9 / 51         | 17,6         |        | 3         | Opposition   |
| 2000     | 16 / 51        | 29,4         |        | 7         | Coalition    |
| 2005     | 8 / 51         | 15,7         | 35 457 | 8         | Coalition    |
| 2010     | 4 / 51         | 7,8          | 29 452 | 4         | Opposition   |
| 2015     | 2 / 51         | 3,9          |        | 2         | Opposition   |
| 2020     | 3 / 51         | 5,9          | 32 394 | 1         | Coalition    |